# Sonderbestattung
Eine Sonderbestattung bezeichnet eine von der jeweiligen allgemeinen religiösen, kulturellen oder sozialen Norm abweichende Form der Bestattung einzelner Verstorbener sowie der Behandlung des Leichnams vor und während der Bestattung. Gelegentlich wird der Begriff Sonderbestattung auch für eine außergewöhnliche Bestattung verwendet.
Sonderbestattungen unterscheiden sich durch verschiedenste Eigenschaften von normgerechten Bestattungen, wie beispielsweise durch die Lage des Bestatteten innerhalb des Grabes: Anstelle der in vielen Kulturen üblichen Rückenlage werden Leichname z. B. auch in Bauchlage (engl. prone burial), gefesselt oder mit Steinen beschwert bestattet. Sonderbestattungen fallen häufig auch durch ihre Anlage abseits von üblichen Bestattungsplätzen wie Friedhöfen oder Gräberfeldern auf. Im christlichen Umfeld war es lange üblich, Suizidenten auf ungeweihtem Grund außerhalb der Friedhöfe zu bestatten oder zu verscharren.
Die Gründe für die Anlage von Sonderbestattungen sind vielschichtig; sie können in der Angst vor Widergängern, Hexen oder Vampirismus begründet liegen. Sie können aber auch als Resultat eines Menschenopfers, zur Entsorgung eines Verbrechensopfers oder als Strafe für eine Person verstanden werden, die zu Lebzeiten gegen kulturelle oder gesellschaftliche Normen verstieß. Gelegentlich finden sich auch Notbestattungen an normabweichenden Orten, bei denen die Verstorbenen aufgrund widriger Umstände nicht auf einen Friedhof verbracht werden können, wie im Fall des Jan Spieker, der 1828 wetterbedingt eine reguläre christliche Notbestattung in einem Moor erhielt, in dem er zuvor verunglückte.